# روزالی (کشتی بخار)
روزالی (کشتی بخار) (به انگلیسی: Rosalie (steamship)) یک کشتی بود که طول آن ۱۳۶ فوت (۴۱ متر) بود.